# Uniforme de la selección femenina de fútbol de Argentina

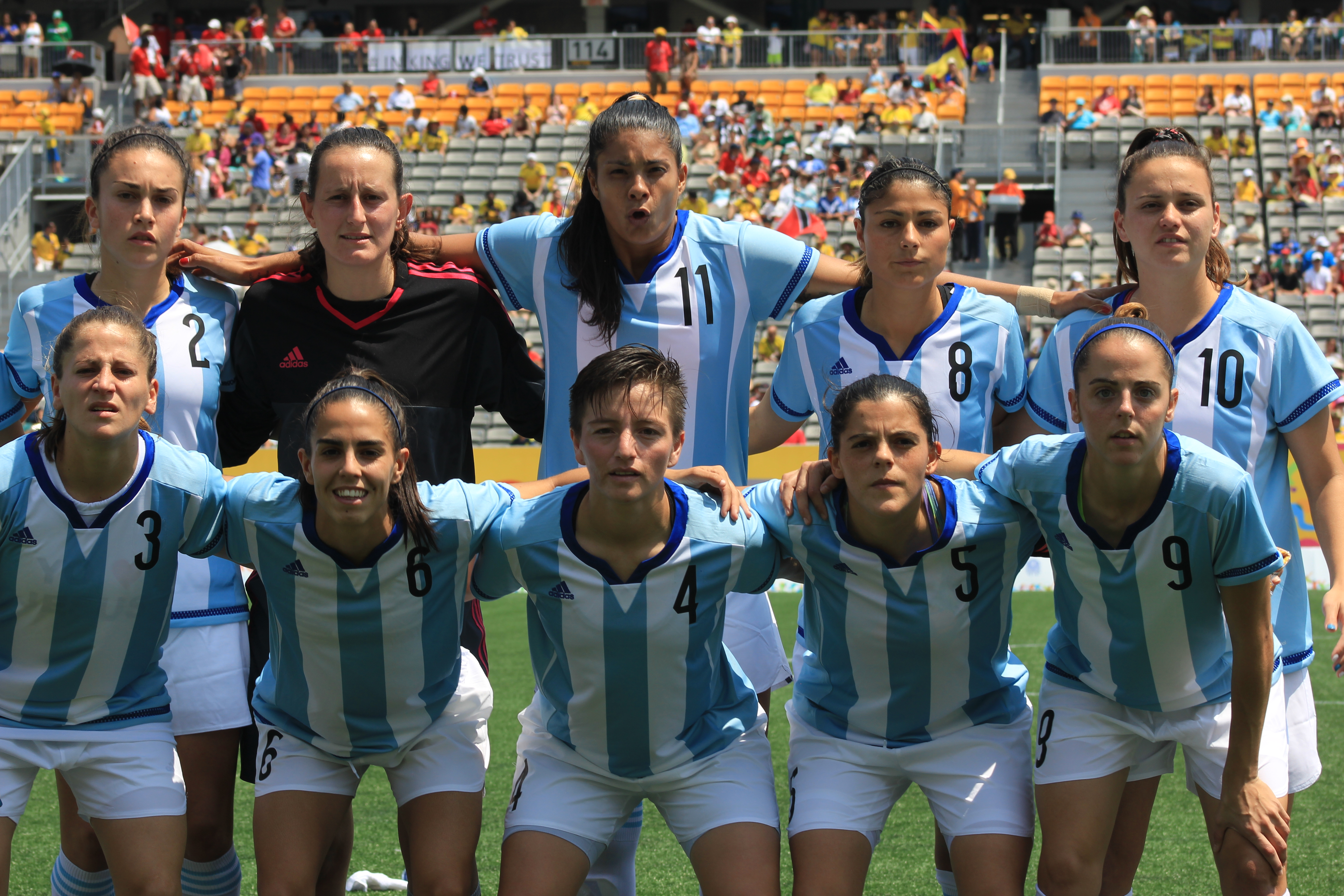
Uniforme exclusivo de 2015, diseñado por Adidas para la selección femenina de Argentina.

El uniforme de la selección femenina de fútbol de Argentina se compone de una camiseta blanca con tres franjas celestes (que sobresalen tanto adelante como atrás), un pantalón negro con rectas celestes y blancas, y medias blancas con detalles celestes; de igual forma, los pantalones pueden ser blancos y las medias negras con franjas celestes. Por su parte, el uniforme alternativo ha tenido varios cambios de color y diseño en sus prendas, y en la actualidad, se compone de camiseta, pantalón y medias de color negro.

## Evolución del uniforme

### Evolución del uniforme titular
| 1991-1993 | 1994-1995 | 1996-1997 | 1998 | 1999-2000 | 2000-2001 | 2001-2002 | 2002-2003 | 2004-2005 |

| 2006 | 2007-2008 | 2009 | 2010 | 2011-2013 | 2014 | 2015 | 2016-2017 | 2018 |

| 2019-2020 | 2021 | 2022-2023 | 2024-actual |

### Evolución del uniforme alternativo
| 1991-1993 | 1993-1994 | 1994-1996 | 1996-1997 | 1998 | 1999 | 2000-2001 | 2001-2002 | 2002-2003 |

| 2004-2005 | 2006 | 2007-2008 | 2009 | 2009-2011 | 2011-2013 | 2013-2015 | 2015-2017 | 2018 |

| 2019 | 2019-2022 | 2022 | 2023 | 2024-actual |

### Evolución del tercer uniforme
| 1996-1998 | 2004-2005 |

## Proveedores
| Periodo     | Proveedor |
| ----------- | --------- |
| 1993 - 1998 | Adidas    |
| 1999 - 2000 | Reebok    |
| 2001 -      | Adidas    |

- Datos: Q85879065